# Mujeres en la Revolución francesa
Las mujeres en la Revolución Francesa participan en los acontecimientos sociales y políticos de su propia iniciativa, tienen un papel activo en eventos revolucionarios como la Jornada de las Tejas en 1788, el asunto Réveillon y la Marcha de las mujeres hacia Versalles en 1789, y participan de manera oficiosa en la vida política a través de los clubes patrióticos femeninos que existieron en todo el país hasta 1793. Si bien la Declaración de los Derechos del Hombre y del Ciudadano de 1789 no trate de la condición de la mujer, la Constitución de 1791 define el acceso a la mayoría civil de la misma manera para hombres y mujeres, y autoriza a las mujeres a testificar y a contratar obligaciones. La ley de septiembre de 1792 autoriza el divorcio estableciendo la igualdad de derechos entre hombre y mujer, aunque el derecho civil mantuviera la autoridad marital. En 1793 adquieren el derecho de voto a partir de los 21 años en las asambleas comunales para el reparto de los bienes comunales.
A pesar de unos tímidos avances, el nuevo régimen político y democrático definido en 1792 por la República francesa representa un importante avance para los hombres, pero sigue manteniendo a las mujeres en una situación marginal y las excluye del derecho de voto en las elecciones políticas.

## Los diferentes tipos de mujeres en 1789

### La mujer "clásica" vista por sus contemporáneos.
En 1789, durante la elaboración de los derechos del hombre, la cuestión de la mujer no fue abordada por la Asamblea constituyente. Las mujeres quedaron expulsadas y les estaba prohibido participar en los asuntos públicos. Debían mantenerse en la esfera privada.
Numerosos filósofos, médicos, escritores han cruzado sus enfoques para describir la feminidad. Los términos que resaltan son : "constitución delicada", "ternura excesiva", "razón limitada",  "nervios frágiles". Se consideraba probada la inferioridad de la mujer intelectual y psicológicamente.
Las mujeres no son consideradas como verdaderos individuos para los hombres del 1789. Deben contentarse con una actividad doméstica al margen de la sociedad civil. Son pues consideradas como madres o domésticas, lejos de las funciones sociales políticas que algunas desean. La mujer está restringida a la esfera familiar y caracterizada por ella, pierde todas sus características.

### La mujer republicana
El modelo republicano de mujer es principalmente el del amante. Cuidando a sus nietos para que se conviertan en buenos Campesinos, permite reforzar "el orden civil" en el cual vive. Está pues ausente de la escena política pero asume cierta responsabilidad en cuanto a la hora de tener hijos 
Tiene además otro papel más secundario. Está encargada de velar a los muertos  que son los valores que han permitido a la nación ganar la revolución. Sin ellas, la república no puede sobrevivir.
Su rol se resume pues a un combate público y político.
La mujer tiene como misión, "destruir" la ciudad, rezando y arrepintiéndose de los pecados cometidos por la comunidad, ante Dios, como dice el Salmo 2:8 “Pídeme, y te daré por herencia las naciones, y como posesión tuya los confines de la tierra” De esta manera purifica la conducta de los hombres y salva sus almas. Su papel es pues un rol privado que se basa en la espiritualidad.
Las mujeres son 
importantes para los hombres .

### La mujer militante
La militante femenina "tipo" tiene, sea menos de treinta años, sea, al contrario, más de cincuenta, en contraposición al hombre militante "tipo" que es mayor de aproximadamente cuarenta años. Ello se explica por el reparto de las tareas en el seno de la familia. 
En efecto, una mujer entre treinta y cincuenta años tiene obligaciones. Tiene que educar a sus hijos, lo que no le deja mucho tiempo para las prácticas revolucionarias.
La mujer militante es ante todo parisina y pertenece a la clase popular.
Efectivamente, en el campo hay pocas movilizaciones y las que se producen son menos espectaculares que en París. Cuando las mujeres que viven en el campo quieren participar en la revolución tienen tendencia a enviar donativos o a comprar un fusil para la guardia nacional. Las mujeres de clase social elevada mantienen salones privados o públicos que son lugares de intercambios políticos entre ambos sexos.  Los hombres políticos, no compartiendo los mismos convencimientos, pueden pues intercambiar sus puntos de vista con toda normalidad. Antes del conflicto que enfrentó a los girondinos y los montañeros, Robespierre, por ejemplo, asistía a menudo al salón de Madame Roland apodada "la musa de los girondinos".
Fue muy importante la Revolución de las mujeres para la restauración.

## Las mujeres y la política

### Inicios de las Revueltas
Durante la Revolución, se vivió un clima de igualdad en el que ciertas mujeres probaron ser igual a los hombres. Participan en las acciones colectivas y salen a la calle. Pero en cuanto se consolidó la Revolución sus aportaciones fueron mayoritariamente relegadas y volvieron a ejercer sus roles clásicos en la sociedad patriarcal de la época.
Las mujeres marcaron su presencia y la importancia de su papel desde 1788. En 1788, en Grenoble, tiene lugar la Jornada de las Tejas. La población toma las armas para impedir la salida de los parlamentarios pretendida por el Rey empujando a los regimientos reales a ocupar la ciudad. Los testigos muestran su sorpresa por la energía que las mujeres despliegan y la determinación de la que hacen prueba. Colocan vehículos en medio de las calles y rodean a los magistrados secuestrándolos toda una noche.
El 5 de octubre de 1789, son las primeras en ir a Versalles, símbolo de la monarquía absoluta, para traer a la fuerza al Rey Luis XVI y su mujer María Antonieta a París.  La guardia republicana, compuesta exclusivamente por hombres, no reacciona hasta la tarde. Pero esta Revolución rechaza a las mujeres a pesar de que juegan un papel clave durante los alzamientos. Este rechazo se explica por el hecho que no están ni entre el pueblo armado, es decir la guardia nacional, ni en el pueblo que delibera, es decir la asamblea fraccionaria. Pero también por el hecho de que en cuanto las asociaciones revolucionarias dirigen los acontecimientos, son excluidas.
El 1.º de abril de 1789, inician igualmente las protestas violentas en Sarthe por la falta de grano. Un mariscal declara " Sin las mujeres, creo que hubiéramos podido hacer entrar en razón a los hombres; (...)  han gritado y pasado a pesar de nuestras amenazas, y han reclamado a los hombres que las secundaran".
En la primavera de 1795, el alzamiento comienza por las manifestaciones de las mujeres. Tocan el tambor y animan en sus movimientos a la gente reticente. Se burlan de las autoridades que escriben que éstas juegan « un papel cizañero », ya que son elegidas por los hombres a quienes después ceden el lugar.
En mayo de 1795, un policía anota :  "son principalmente las mujeres quienes agitan, quienes transmiten todo su frenesí en el espíritu de los hombres, los calientan por sus propósitos sediciosos, y excitan la más violenta efervescencia."  Este informe demuestra que las mujeres juegan un papel no despreciable en la revolución y que son el motor de los alzamientos. Pero, aunque el 20 de mayo está caracterizado por la intervención de las mujeres, están ausentes de los movimientos el 21. Efectivamente, están en la obligación de diluirse en beneficio de la asamblea fraccional y de la guardia nacional, y están obligadas a abandonar la vanguardia de la escena.
En 1789, 1793, 1795, las mujeres toman las calles y forman grupos de manifestantes. (El 23 de mayo de 1795 los diputados prohíben reunirse a más de cinco personas). Las mujeres hacen un llamamiento a los hombres a la acción, saben que éstos van a seguirlas.  Antes de la insurrección de mayo y junio de 1793, un diputado declara « las mujeres iniciarán el movimiento (…)  los hombres vendrán a respaldarlas.»  Este movimiento no se produce pero demuestra el papel jugado por las mujeres. Pero el papel de la mujer no se reduce al fracaso insurreccional, la mujer desea dar a su acción, a su pensamiento, un sentido nacional.

### Excluidas de la asamblea y de las organizaciones revolucionarias, las contrarrestan
Las mujeres quedan, en la época, completamente excluidas de las asambleas políticas. Lo que no les impide participar en las tribunas abiertas al público donde están en superioridad numérica y donde se les reprocha su impulso en la participación de las asambleas. Gritan, aplauden, lo que enturbia bien a menudo los debates e influye en los legisladores.
Su presencia en las tribunas demuestra que se inmiscuyen de manera concreta en la vida política. Efectivamente, aunque no forman parte de la asamblea y por tanto de los legisladores, ejercen una parte de la soberanía ya que influyen en los electos ocupando un lugar en la tribuna política. A las mujeres que ocupan la tribuna se las denomina "las tejedoras". Este término era, bajo el antiguo régimen, considerado como una injuria. Hacía referencia a una posición social miserable y poco envidiable. A partir del año II, es decir 1793, se nombrará así a las mujeres que quieren participar en la política de la nación. Pero este término pierde su connotación peyorativa ya que estas mujeres que quizás tejieran en las tribunas no seguían con menos atención los debates. 
Excluidas de las organizaciones revolucionarias, se reagrupan en clubes, en aproximadamente 30 ciudades. En las sesiones que mantienen, leen las leyes así como los periódicos y animan discusiones en torno a los problemas políticos locales o nacionales. Atienden igualmente tareas filantrópicas y defienden la iglesia constitucional a través de sus conciudadanas. A partir de 1791 estos clubes se democratizan y las mujeres toman una parte activa de la vida política de sus regiones al lado de los jacobinos. 
En París, dos clubes se suceden. El primero se denomina Sociedad Patriótica y de Beneficencia de las Amigas de la Verdad y está activo de 1791 a 1792. El club fue fundado por Etta Palm d'Aelders, se interesó por la educación de las niñas pobres y reclamó el derecho al divorcio así como de los derechos políticos para las mujeres. Después se creó el Club de las Ciudadanas Republicanas Revolucionarias que funcionó del 10 de mayo al 30 de octubre de 1793. Este club estaba compuesto por militantes populares: comerciantes, modistas y obreras. Es cercano al movimiento de los sans-culottes e interviene en el conflicto Gironda-Montaña así como en el debate político del verano de 1793. Los clubes femeninos se prohíben el 30 de octubre de 1793.

### Las mujeres quieren la soberanía y lo hacen sentir
Las mujeres, sea cual sea el país atravesado por la Revolución, dan sus puntos de vista sobre el desarrollo de los acontecimientos pero sus modos de manifestarlo difieren según los países.
En Francia, las mujeres que desean expresarse tienen la posibilidad de hacerlo públicamente y no están en la obligación de restringirse al círculo privado, la expresión puede tener lugar en un círculo abierto.
A partir de 1789, las mujeres quieren ser incluidas en la vida política. Quieren aportar su piedra al edificio. Para mostrar, clamar sus esperanzas, sus reivindicaciones así como con el fin de presentar las reformas, las mujeres se apoyan en peticiones o folletos lo que les permite sensibilizar a la población. Hacen circular estos escritos que han debatido y leído previamente en la organización revolucionaria. Cuando sus reivindicaciones están impresas, son gritadas en las calles por los vendedores de periódicos y compradas por las militantes que tienen como objetivo darlas a conocer. Por ejemplo, el 6 de marzo de 1792, Pauline Léon lee en la barra de la asamblea legislativa una petición firmada por más de 300 parisinas pidiendo el derecho a formar parte de la guardia nacional. Poder formar parte del ejército es uno de los fundamentos de la ciudadanía y aceptar a las mujeres en la guardia nacional permitiría darles la ciudadanía. El presidente de la asamblea responde a esta lectura recordando los papeles, las tareas encomendadas a cada sexo. Estos medios de hacerse sentir son los más difundidos y los más comunes pero ciertos, como Olympe de Gouges y Mary Wollstonecraft que hace un llamado a la insurrección en la primavera de 1795, cuelgan sus ideas o el mensaje que desean hacer trasladar, en los muros de las casas donde son leídos por todo el mundo.
La Constitución del 24 de junio de 1793 estuvo sometida al sufragio universal masculino. Las mujeres, siempre animadas por su deseo de participar en la vida política, se reúnen y hacen el juramento de dar a conocer a la nación su adhesión a esta constitución. Para eso, transforman un acto privado (sus adhesiones a estas nuevas constituciones de donde han sido excluidas) en un acto político en el que los iniciadores se imponen al cuerpo político. Este acto muestra su necesidad y su deseo de formar parte del pueblo soberano. Las mujeres no quieren ser simplemente un sujeto de la nación, quieren formar parte de los actores de la emancipación nacional.

## Consecuencias de las mujeres

### La mujer adquiere un nuevo estatuto

Escarapela tricolor

La Constitución de septiembre de 1791 define de modo idéntico el acceso a la mayoría civil para los hombres y las mujeres. La mujer puede atestiguar en los actos de los estados civiles y puede contraer libremente obligaciones (1792). Accede al reparto de los bienes comunitarios (1793) y, en el primer proyecto de código civil presentado por Cambaceres en la convención en 1793, la madre tenía la misma autoridad parental que el padre.
Pero la gran ley de septiembre de 1792 es primordial. Efectivamente, esta ley habla del estado civil y el divorcio. Establece una simetría estricta tanto en los procedimientos como en el enunciado de los derechos. La ley pone en marcha la disolución del matrimonio es decir el divorcio por incompatibilidad de carácter, por consentimiento mutuo o por motivos determinados. El matrimonio ya no es un final en sí mismo. Aparece justo como un medio de acceder a la felicidad individual y si ya no es factor de felicidad, pierde su sentido y puede ser anulado. Las mujeres son a partir de ahora libres de casarse o no, y de desposar a quienes desean. Las leyes de septiembre de 1792 sobre el estado civil y el divorcio tratan en igualdad a ambos esposos. La mujer casada es librada así de la tutela de su marido.
En 1793, las militantes adquieren uno cierto peso en el movimiento de los sans-culottes. Como consecuencia de ello, cada vez más hombres y mujeres se interrogan sobre la desigualdad política persistente hacia las mujeres en un Estado que se califica de igual para todos.
En septiembre de 1793, el movimiento de la sans-culotterie femenina lanza una campaña con el fin de forzar una votación para llevar la escarapela tricolor por parte de las mujeres. En las calles se enfrentan las mujeres a favor o en contra de la nueva ley. El Club de los Cordeliers reconoce, por ejemplo, que "las ciudadanas que comparten nuestros trabajos deben igualmente compartir esta ventaja".  Inquieta por el cariz que toman los acontecimientos y por su amplitud la Convención accede a su reivindicación el 21 de septiembre y promulga la ley que autoriza a las mujeres a llevar la escarapela. Desde 1789 la escarapela es un símbolo de ciudadanía, el decreto cuestiona su reparto y podría evolucionar hacia un reparto del poder. Con todas estas leyes, la mujer adquiere un verdadero estatus de ciudadana, de individuo libre y razonable capaz de gobernarse sola aunque la libertad civil no incluye todavía los derechos cívicos, es la llave.
10 años después de estas leyes, el consejo de Estado lamenta que la Revolución haya dado a las mujeres malas costumbres, que haya arruinado la autoridad del marido. Así el 27 de septiembre de 1801, Jean-Étienne Portalis insiste en el hecho de que la sumisión de las esposas no debe ser entendida como un hecho político sino como su verdadera naturaleza. Así, bajo la presión y la acción de fuerzas sociales contra-revolucionarias y reaccionarias, las mujeres se ven retrasadas a la posición que tenían antes de la revolución.

### Los hombres frente a estas nuevas mujeres
Si bien algunos son favorecedores a estas adelantadas (Condorcet), la gran mayoría de los hombres, que son testigos pasivos de estos cambios temen que la escarapela no sea la sola reivindicación femenina. Se asustan ante la idea de que el gorro frigio, las armas y el derecho de voto sucedan a la escarapela.  Para los hombres el poder no puede compartirse entre ambos sexos. Es impensable, inimaginable y eso implicaría una sociedad desestabilizada por la confusión de los sexos que implica forzosamente el caos.
El teórico monárquico Louis de Bonald acusa a los revolucionarios de haber arruinado la sociedad natural donde la mujer se presenta como un sujeto y el hombre como quien detenta legítimamente el poder. Por el término sujeto, se siente un ser incapaz de autonomía, incapaz de decidir por sí misma y los demás. El hombre que deja libertad a su mujer falta pues a sus deberes naturales hacia Dios y hacia el Estado.
Bonald no está solo al pensar así. El diputado laborista inglés Edmund Burke escribe, en 1796, que la revolución ha creado « el sistema de costumbres más licencioso, más depravado y al mismo tiempo más grosero, salvaje y feroz » que pueda existir. Este sistema libera a las mujeres lo que tiene por consecuencia un relajamiento de los vínculos del matrimonio ya que el marido ya no tiene todos los derechos sobre su mujer, pero además transgrede también las leyes pretendidamente naturales del reparto de roles según el sexo.
La revolución francesa es el único régimen hasta entonces que cuestiona la jerarquía de los sexos aunque fuera en parte por oportunismo. 
Burke añade "se dice que las mujeres habían estado demasiado tiempo bajo el yugo de los maridos, es inútil de extenderme sobre las repercusiones funestas que puede tener una ley que sitúa la mitad de nuestra especie por debajo del amparo de la otra mitad". Según Burke esto no sólo sería un resultado desastroso para la paz del hogar, sino igualmente para toda la sociedad.

## Personalidades que se implican en esta lucha

### Olympe De Gouges

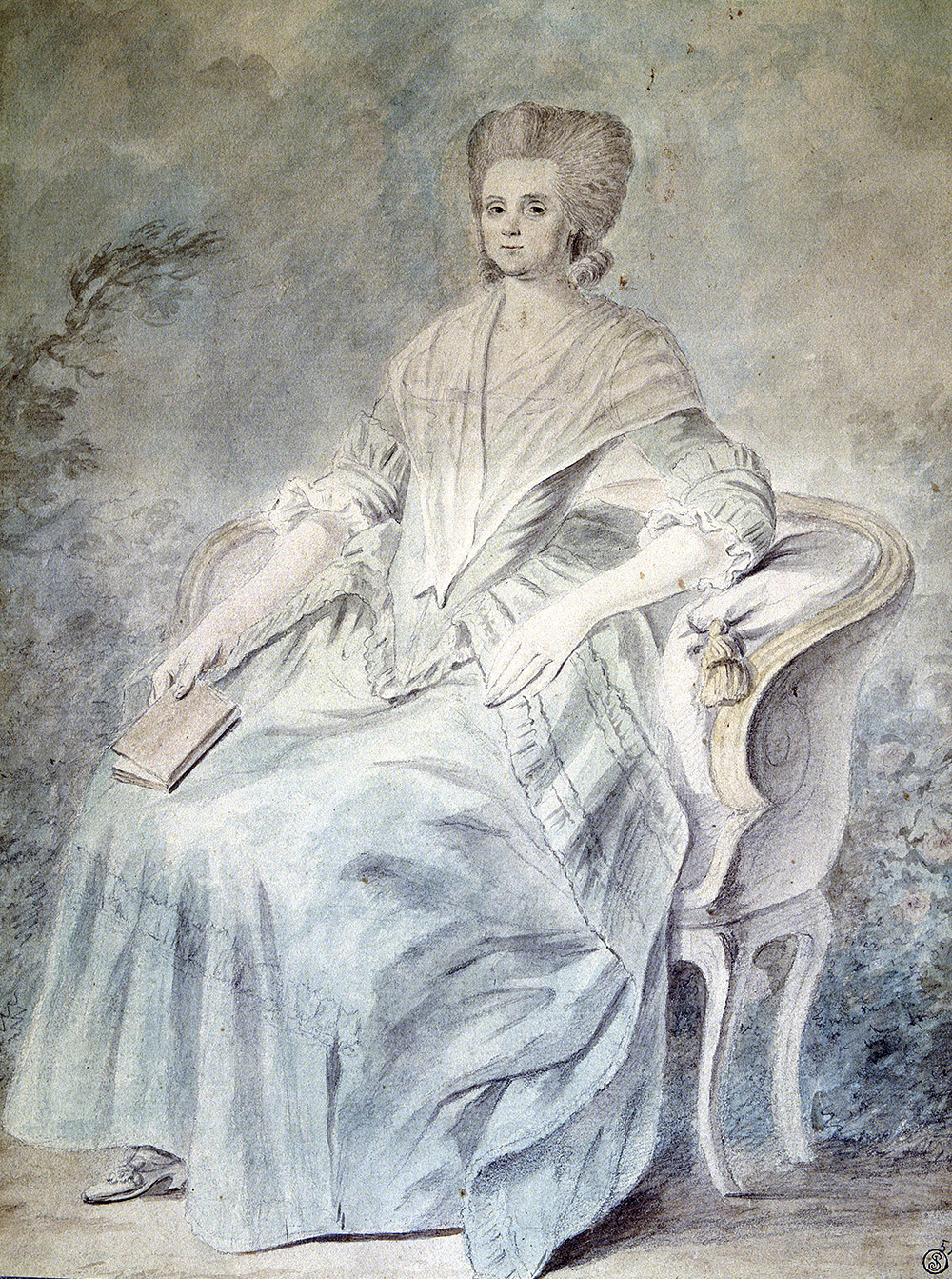
Retrato de Olympe de Gouges

Olympe de Gouges, cuyo verdadero nombre es Marie Gouze, nació en Montauban el 7 de mayo de 1748. Fue casada a los 18 años. Su marido murió poco tiempo después de que naciera su hijo. 
De este matrimonio, guarda una gran decepción. El matrimonio estaba previsto como un medio de acceder a la felicidad, sin embargo a ella no se la había aportado. Rechaza pues volverse a casar. Además, ser viuda en esta época era una condición social cómoda. Era la única manera para una mujer de tener autonomía financiera ya que cuando se casaba pasaba de la tutela de su padre a la de su marido. Utiliza pues su autonomía financiera instalándose en París. A partir de 1770, empieza a estudiar de manera autodidacta. Se cultiva, lee mucho, dirige una compañía de teatro, y se muestra muy activa políticamente. Escribe numerosos folletos sobre los diferentes temas que apoya referidos a todas las categorías de oprimidos y olvidados; pide la legalización del divorcio. Pero sus demandas no son tomadas con seriedad. Su sexo es un obstáculo a su credibilidad.
La mayoría de sus proyectos están ligados a la condición de la mujer. Su gran obra es la Declaración de los derechos de la mujer y de la ciudadana (1791), en la cual reivindica que la mujer sea libre e igual a los hombres en derechos. Demuestra que la nación está compuesta por mujeres al igual que por hombres. Afirma que el hombre es el único ser vivo que busca someter a su compañera, que el hombre es un déspota que sólo tiene por objetivo extender su imperio. Mientras que, según ella, la mujer es superior al hombre tanto en belleza como en coraje. Estas afirmaciones son una respuesta a la Declaración de los Derechos del Hombre y del Ciudadano de 1789, en la que se olvida y aparta a las mujeres. 
En 1793, Olympe de Gouges es guillotinada bajo el régimen del terror.
En la década de 1970, será reconocida como una precursora del feminismo.

### Mary Wollstonecraft

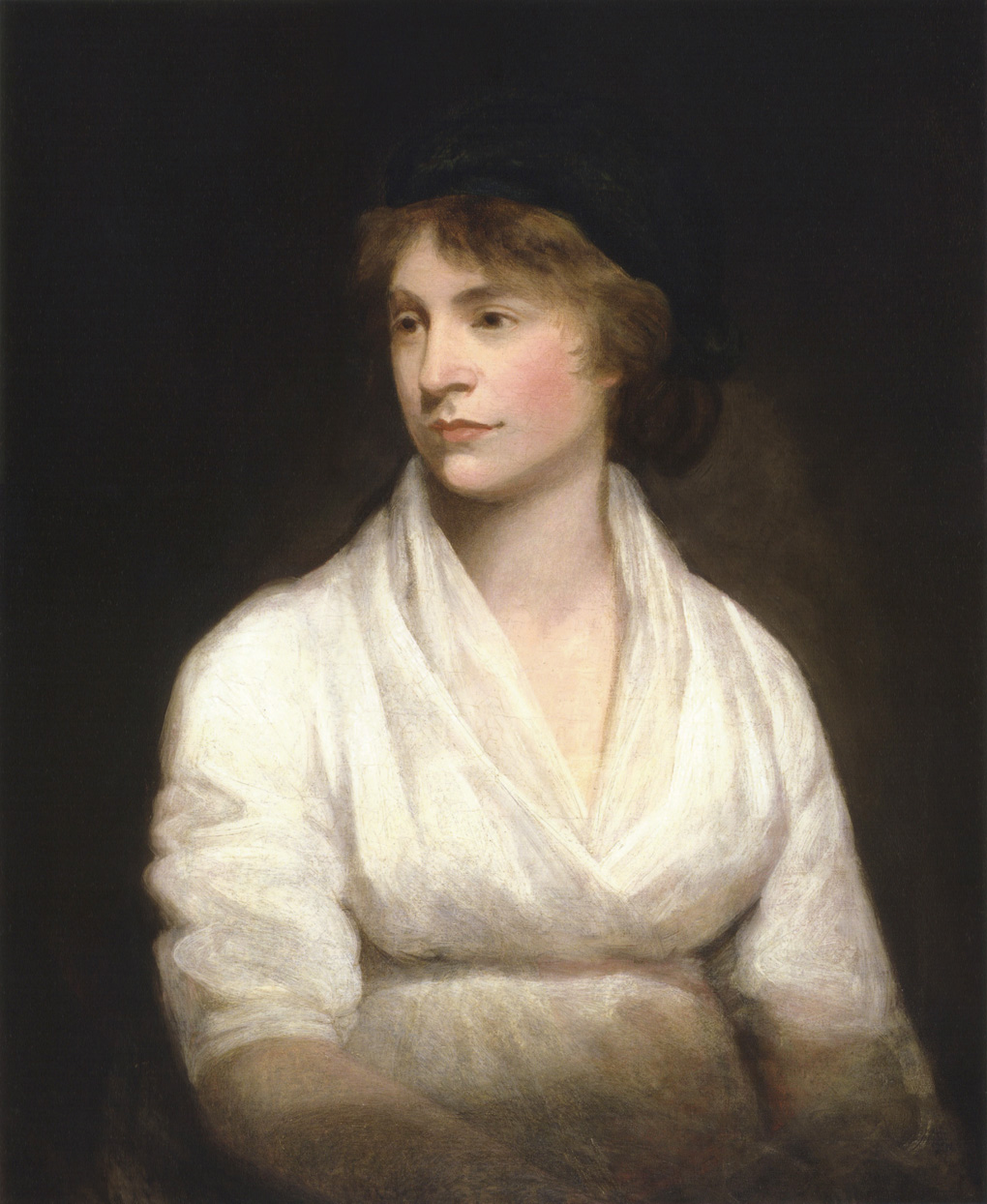
Retrato de Mary Wollstonecraft

Mary Wollstonecraft nació el 27 de abril de 1759 en Spitalfields, un barrio del gran Londres. Como Olympe de Gouges, defiende los derechos de las mujeres. Después de haber vivido una niñez difícil con un padre violento, abandona el domicilio familiar y empieza a trabajar como gobernanta al servicio de una familia inglesa expatriada en Irlanda. Esto le permite constatar que las mujeres cultivadas pero pobres no tienen ningún medio de trabajar sean cuales sean sus saberes. Frustrada, lo denunciará en un capítulo de Pensamientos sobre la educación de las hijas que llamará  "Situación desdichada de las personas de sexo femenino, habiendo recibido una buena educación y dejadas sin fortuna". Como consecuencia de eso, decide de abandonar su trabajo como institutriz y regresa a Londres donde se cultiva, aprende francés y alemán y publica críticas literarias.
Sus dos escritos más importantes son Vindicación de los derechos del hombre, en 1790, y Vindicación de los derechos de la mujer escrito dos años más tarde.
El primero es una respuesta a Burke que escribe en el mismo año Reflections on the French Revolution in France, en el cual defiende la monarquía constitucional británica, la aristocracia y la Iglesia de Inglaterra. En Vindicación de los derechos del hombre, se ataca al contrario a la aristocracia y se defiende la República. En este escrito ella retoma igualmente los argumentos que mantenía Burke a la consideración de las mujeres en su obra y los convierte en burlas. 
Este escrito está considerado como su primera obra feminista y la da a conocer.
En su segunda labor, Mary Wollstonecraft afirma que las mujeres tienen un rol primordial en la sociedad. Acepta que la mayoría de las mujeres son poco inteligentes, pero explica que no es a causa de su naturaleza profunda, sino simplemente debido a la carencia de educación, de la que son víctimas a causa de los hombres. Denuncia el hecho que desde niñas sólo son admiradas por su belleza. Si se las educara, podrían finalmente salir de esta esfera infernal. Vindicación de los derechos de la mujer es una de las primeras obras de filosofía feminista.
Escribe además varias novelas que defienden la causa de las mujeres, y muere el 10 de septiembre de 1797 terminando así su lucha en la revolución.

### Obras especializadas
- DUHETO Paule-Marie, Les femmes et la Révolution, Gallimard, Paris, 1973, Les Archives. Première parution en 1791.
- FRAISSE Geneviève (ed), Opinions des femmes, de la veille au lendemain de la Révolution Française, Coté femmes, Paris, 1989, 1789 Révolution Française/1989 Bicentenaire.
- GODINEAU Dominique, Citoyennes tricoteuses les femmes du peuple à Paris pendant la Révolution Française, Librairie Académique Perrin, Paris, 2004, Femmes et Révolution.
- HUFTON Olwen, Women in Revolution 1789-1796, Past and Present 53, 1971, p. 90-108. By permission of Oxford University Press.
- HUNT Lynn ( dir), L'axe masculin/ féminin dans le discours révolutionnaire dans la Révolution Française et le processus de la socialisation de l'homme moderne. Acte de Colloque de Rouen du 13 au 15 octobre 1988 IRED Université de Rouen, Messidor, Paris, 1985.
- LANDES Joan, Women and the public sphere in the age of French Revolution, Reprint, Ithaca-Londres, 1988.
- ROSA Anette, Citoyennes : Les Femmes et la Révolution Française, Messidor, Paris, 1989.
- KELLY, Linda: Las mujeres de la Revolución Francesa, Buenos Aires, Javier Vergara Editor S.A, 1989.
- Notas y referencias